# Robert Cornthwaite
Robert Richard Cornthwaite (ur. 24 października 1985 w Blackburn) – australijski piłkarz występujący na pozycji obrońcy.

## Kariera klubowa
Cornthwaite karierę rozpoczął w 2003 roku w australijskim Adelaide City. Następnie grał w Enfield City Falcons oraz White City Woodville, a w 2005 roku trafił do Adelaide United z A-League. Zadebiutował tam 17 września 2005 roku w wygranym 2:1 pojedynku z Perth Glory. W 2006 roku zdobył z zespołem mistrzostwo A-League. 8 września tego samego roku w wygranym 5:1 spotkaniu z Newcastle United Jets strzelił pierwszego gola w A-League. W 2007 oraz w 2009 roku wywalczył z klubem wicemistrzostwo A-League. W Adelaide United spędził 6 lat.
W 2011 roku Cornthwaite podpisał kontrakt z południowokoreańskim Chunnam Dragons. Następnie grał w: Selangor FA, Western Sydney Wanderers i Perak TBG FC.

## Kariera reprezentacyjna
W reprezentacji Australii Cornthwaite zadebiutował 5 marca 2009 roku w przegranym 0:1 meczu eliminacji Pucharu Azji 2011 z Kuwejtem.